# Frans Pourbus (I)

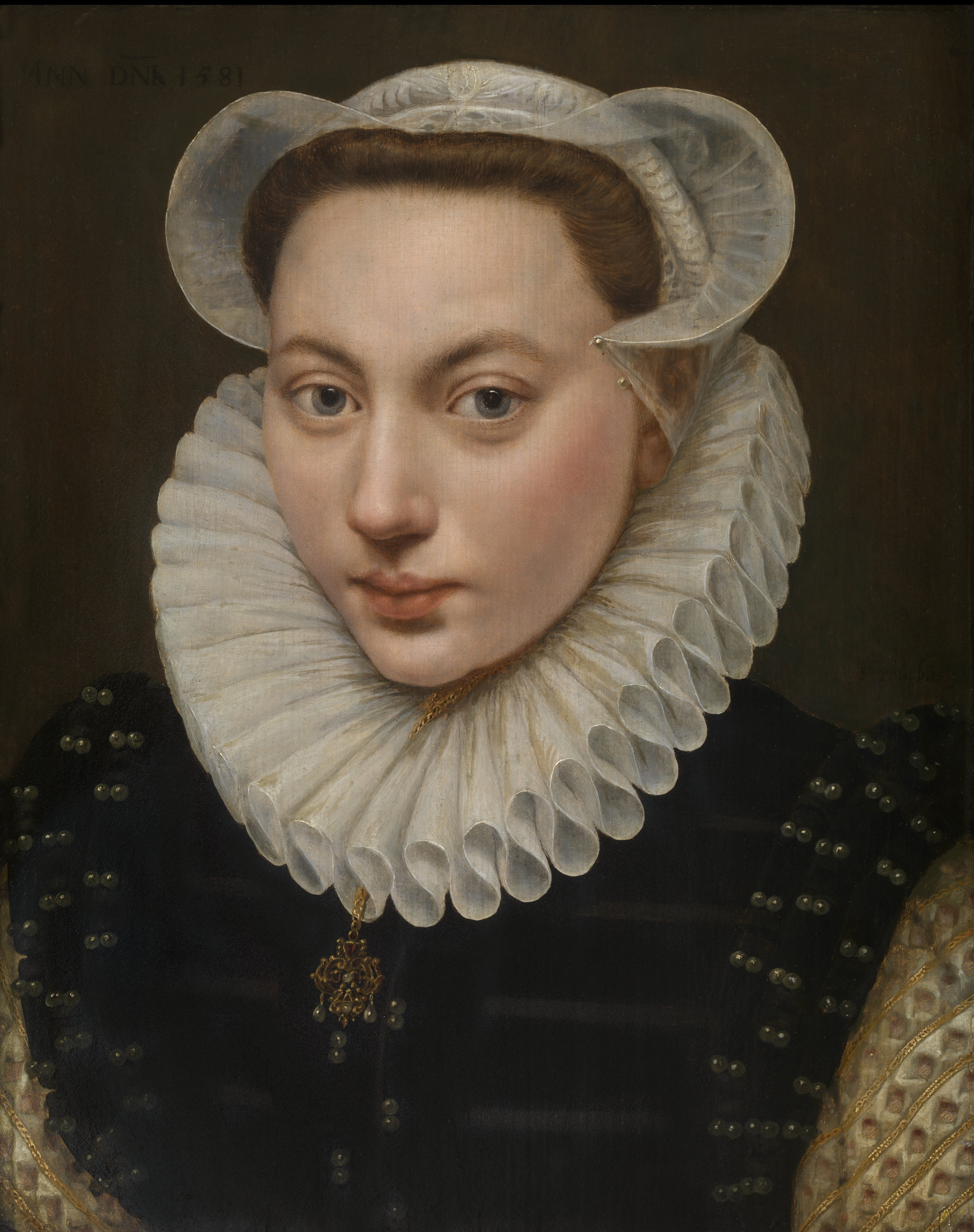
Portret van een jonge vrouw in het Museum voor Schone Kunsten (Gent)

Frans Pourbus (I) (Brugge, 1545 - Antwerpen, 1581), ook Frans Pourbus de Oudere genoemd, was een Vlaamse kunstschilder.  Pieter Pourbus (1524-1584) was zijn vader en Frans Pourbus (II) zijn zoon.
Zijn vader stuurde Frans naar Antwerpen om er in de leer te gaan bij Brabants' grootste kunstenaarsfamilie van dat moment: de familie de Vriendt. Frans werkte er in het beroemde schildersatelier van Frans Floris (1519/20-1570) en trouwde met de dochter Suzanne van architect Cornelis II (1514-1575). Met haar kreeg hij vier kinderen: Pieter, Frans, Sarah en Suzanna. Suzanne stierf echter reeds in 1576 en Frans huwde een tweede maal, nu met Anna Mahieu, met wie hij nog een zoontje, Mozes, kreeg.
Net als zijn vader blonk Frans uit in portretwerken. Pieter was portrettist van de Brugse burgerij, Frans breidde zijn klantenkring uit tot Gent en Antwerpen. Onder hen bevonden zich enkele belangrijke figuren uit het woelige begin van de Tachtigjarige Oorlog.
Frans Pourbus stierf in 1581 na een koortsaanval. Zijn dochtertjes werden opgevangen door hun oom Cornelis III Floris (1551-1615); zijn twaalfjarige zoon, ook Frans geheten, ging bij zijn grootvader Pieter in Brugge wonen.
- Bibliothèque nationale de France: cb14959620r (data)
- Biografisch Portaal: 03396503
- Digitale Bibliotheek voor de Nederlandse Letteren: pour003
- Gemeinsame Normdatei: 137350872
- International Standard Name Identifier: 0000 0000 8021 1510
- KulturNav: 3a912823-37f0-42e7-a43c-d40e9c3f6ba1
- Library of Congress Control Number: no2018059633
- Nationale Bibliotheek van Israël: 987007502516105171
- Nederlandse Thesaurus van Auteursnamen: 100625657
- RKD-Nederlands Instituut voor Kunstgeschiedenis: 64549
- Système universitaire de documentation: 226780074
- Union List of Artist Names: 500024001
- Virtual International Authority File: 88877877
- WorldCat: E39PBJcKFJ9jgYCvJBhDdpdYT3